# 本地製作
本地製作有限公司 （英語：Local Production Ltd）香港電影公司，主要業務為包括電影、電視劇、演唱會、外購華語電影發行、投資及製作，由資深製作人及監製伍健雄於2006年成立。2016年成立「本地舞台有限公司」，致力於製作及引進多元化娛樂節目，由流行音樂演唱會至本地創作舞台劇目，為「本地製作」旗下的附屬公司。創建網上專欄雄叔叔Old School 《KOL》 （页面存档备份，存于） 。

## 電影出品及製作
- 《黑白道》（2006）
- 《性工作者十日談》（2007）
- 《性工作者2:我不賣身 我賣子宮》（2008）
- 《同門》（2009）
- 《矮仔多情》（2009）
- 《囡囡》（2010）
- 《出軌的女人》（2011）
- 《喜愛夜蒲》（2011）
- 《喜愛夜蒲2》（2012）
- 《我老婆唔夠秤II：我老公唔生性》（2012）
- 《紮職》（2012）
- 《高舉·愛》（2012）
- 《微交少女》（2013）
- 《喜愛夜蒲3》（2013）
- 《重口味》（2013）
- 《巴黎假期》（2015）
- 《有客到 （页面存档备份，存于）》（2015）
- 《王家欣》（2015）
- 《女士復仇 （页面存档备份，存于）》（2017）
- 《黄金花》（2018）
- 《起底組》（2018）
- 《墮落花》（2019）
- 《失蹤》（2019）
- 《逃獄兄弟》（2020）
- 《馬達·蓮娜 （页面存档备份，存于）》（2021）
- 《逃獄兄弟2》（2022）
- 《逃獄兄弟3》（2022）
- 《一路瞳行》（2022）
- 《猛鬼3寶》（2022）
- 《女子監獄》（2023）
- 《紮職2》（2023）
- 《紮職3》（2024）
- 《祥賭必贏》（2025）
- 《臥底的退隱生活》（待定）

```
* 《
性工作者十日談
》Whispers And Moans
   * 本片獲第
十四屆香港電影評論學會推介八大電影
之一。
   * 本片為第
三十一屆香港國際電影節
參展電影之一。
   * 本片為第九屆
遠東電影節
參展電影之一。
```

```
 * 《
性工作者2 我不賣身‧我賣子宮
》True Women For Sale
   * 本片成為
2008年香港亞洲電影節
開幕電影。
   * 劉美君憑本片獲得
2008
年台灣金馬獎「最佳女主角」
及
2009
年香港電影金像獎提名「最佳女主角」
。
   * 黃婉伶憑本片獲得
2009
年香港電影金像獎提名「最佳女配角」
。
   * 本片為2009年日本福岡國際電影節參展電影之一。
   * 第一屆優質華語電影大獎獲得「十大優質華語電影大獎」獎項。
```

```
 * 《
囡囡
》Girl$
   * 本片為
第三十四屆香港國際電影節
播放電影之一。
```

```
 * 《
出軌的女人
》Hi Fidelity
   * 本片為
第三十五屆香港國際電影節
「世界隆重首映禮」播放電影之一。
   * 潘源良憑本片獲提名
香港電影金像獎
新晉導演。
   * 林憶蓮憑本片獲
香港電影金像獎最佳電影歌曲獎
 < 兩心花 >。
```

```
 * 《
喜愛夜蒲
》LKF
   * 連詩雅憑本片獲入
第三十一屆香港電影金像獎
提名最佳新人獎。
```

```
 * 《
我老婆唔夠秤2我老公唔生性
》My Sassy Hubby
   * 本片於
2012
年獲入圍選
香港電影評論學會
推介八大電影之一。
```

```
 * 《
高舉愛
》Love Lifting
   * 江若琳憑本片獲
第三十二屆香港電影金像獎
提名「最佳女主角」。
```

```
 * 《
喜愛夜蒲2
》LKF 2
   * 古巨基憑本片獲
第三十二屆香港電影金像獎
提名最佳電影歌曲< 戀無可戀 >。
   * 沈震軒憑本片獲
第三十二屆香港電影金像獎
提名最佳新人獎。
```

```
 * 《
重口味
》Hardcore Comedy
   * 本片於
2013
年紐約亞洲電影節林肯中心舉行世界首映播放之一。
   * 本片為
2013
年
韓國富川奇幻電影節
播放之一。
   * 本片為
2013
年英國東風電影節播放之一。
   * 本片為
2013
年瑞典斯德哥爾摩國際電影節播放之一。
```

```
 * 《
微交少女
》May We Chat
   * 本片為
2013年香港亞洲電影節
播放之一。
   * 本片為第
十六屆遠東電影節
參展電影之一。
   * 本片為
2014
年紐約亞洲電影節參展播放之一。
```

```
 * 《
王家欣
》Wong Ka Yan
   * 本片獲入圍第三屆
新加坡華語電影節
 （
页面存档备份
，存于
）參展播放之一。
   * 本片獲入圍紐約城市電影節參展播放之一。
   * 本片獲入圍印度電影節參展播放之一。
   * 本片獲入圍澳洲影像國際電影節參展播放之一。
   * 本片獲入圍墨西哥國際電影節金棕櫚獎。
   * 本片獲入圍
富川國際奇幻電影節
播放之一。
   * 本片獲入圍
美國華盛頓獨立電影節
 （
页面存档备份
，存于
）播放之一。
   * 本片於美國加州獨立電影節黃又南榮獲傑出男主角、吳千語女主角獎。
   * 本片獲入圍
洛杉磯聖莫尼卡獨立電影節
-榮譽關注。
   * 本片獲入圍
日本大坂電影節
播放之一。
   * 本片獲選2016成都香港電影節開幕電影。
```

```
 * 《
女士復仇
（
粵语
：
）
》Husband Killers
   * 本片獲入圍
日本大坂電影節
播放之一。
   * 本片獲入圍
台灣高雄電影節
播放之一。
   * 本片獲入圍
香港亞洲電影節
午夜狂熱播放之一。
```

```
 * 《
黃金花
》Tomorrow is Another Day
   * 本片獲入圍
香港亞洲電影節
特別推介播放之一。
   * 本片獲
第十二屆亞洲電影大獎
最佳新演員凌文龍提名。
   * 凌文龍憑本片於
2018
年
第37屆香港電影金像獎
獲得最佳新人獎及提名男主獎。
   * 毛舜筠憑本片於
2018
年
第三十七屆香港電影金像獎
獲得最佳女主角獎。
   * 陳大利憑本片於
2018
年
第三十七屆香港電影金像獎
提名最佳新導演獎。
   * 凌文龍憑本片於第一屆香港電影舉辦
Movie 6全民票選金像獎
獲得全民票選最佳新演員獎。
```

```
 * 《
失蹤
》Missing
   * 本片獲入圍
香港亞洲電影節
午夜狂熱播放之一。
   * 本片獲
中美電影節
播放之一。
   * 本片入圍
印度齋浦爾國際電影節
[
]
獲得最佳視覺效果獎。
```

```
 * 《
墮落花
》The Fallen
   * 本片獲入圍
香港亞洲電影節
隆重呈獻播放之一。
   * 本片獲入圍第十屆
金拉考國際華語電影節
播放之一。
   * 本片獲入圍第八屆
絲綢之路國際電影節
及溫碧霞榮獲「最佳女主角」。
   * 本片獲入圍日本第十五屆
大坂亞洲電影節
播放之一。
   * 本片獲入圍
布魯塞爾國際奇幻影展
播放之一。
```

```
 * 《
馬達連娜
（
粵语
：
）
》MADALENA
   * 本片獲入圍第五十五屆金馬創投會議電影。
   * 本片獲入圍
香港亞洲電影節
開幕電影播放之一。
   * 本片獲意大利烏甸尼
遠東電影節
參展電影之一。
   * 周秀娜憑本片於
2022
年
第四十屆香港電影金像獎
獲最佳女主角提名。
```

## 電視劇製作
- 《好人好姐》（2018）
- 《熟女強人》（2020）
- 《＃她和她的戀愛小動作》（2022）
- 《法與情》（2023）

## 《本地舞台》主辦演唱會
2015 - 2016
- 《我的女神演唱會》
- 《關淑怡.感覺。國樂音樂會》
- 《連詩雅 Shiga Vs Shiga Live 2016》
- 《吳業坤演唱會 KWANGOR LIVE IN HONG KONG 2016》
- 《林子祥 越唱越響40年演唱會（東莞站）》
- 《鄭欣宜 女神有問題演唱會 2016》
- 《SUPPER MOMENT 溫柔革命十週年演唱會 2016》
- 《Super Girls Shine On Live 2016》
- 《我趙學而演唱會 2016》
- 《2016 鄧麗欣 等你約會我演唱會（中山站）（東莞站）（江門站）》

2017
- 《Apink 《Pink Aurora》 Asia Tour in Hong Kong》
- 《林欣彤.非肜凡享音樂會（廣州站）》
- 《夢之途中 薛凱琪音樂紀 2017》
- 《李健達 十二門徒演唱會》
- 《是不是這樣的夜晚你才會這樣的想起我彭家麗》
- 《像霧像雨又像風 梁雁翎演唱會 2017》
- 《EXID ASIA TOUR IN HONG KONG 2017香港站》
- 《今天星閃閃 35年時曰如飛 林敏聰腦交戰作品展演唱會》
- 《龍威武 三個好歌男人演唱會》
- 《2017 The First Mini Concert in Hong Kong GFRIEND》
- 《林慕德 & FRIENDS MANY HAPPY RETURNS 演唱會 2017》
- 《Stephanie + Shiga SS 2017 Live Concert 演唱會》
- 《劉美君 Karma Chameleon 千色演唱會》
- 《李彩華 Rain 十月的雨演唱會 2017》
- 《陳慧敏 我們叫傻瓜演唱會 2017》
- 《湯寶如 獨愛音樂 25週年演唱會》
- 《吳浩康 Liste To Deep Live 2017》
- 《盧巧音 RE：TURN CANDY LO CONCERT 2017》

2018
- 《SHINE MOMENTS Live 2018》
- 《黎瑞恩 感恩有你演唱會 2018》
- 《趙學而 RIGHT ON TIME 2018》
- 《劉浩龍 ACTION SPEAKS LAUDER CONCERT 2018》
- 《阿泓 鄧健泓 Music Live Concert 2018》
- 《2018 鄧麗欣 等你約會我演唱會（廣州站）》
- 《HotCha Are U My Best Friend 十週年回憶演唱會》
- 《溫碧霞 海潮演唱會 2018》
- 《CLC LIVE SHOW IN HONG KONG 2018》
- 《周啟生 ELECTRIC DREAMS 2018》
- 《孫耀戚演唱會 HYSTERIC LIVE IN CONCERT 2018》
- 《一萬天荒愛未老 周慧敏 30週年演唱會（東莞站）》
- 《GOOD DAY 張彥博演唱會 2018》
- 《鍾舒漫 2018 SHERMAN CHUNG RU SHER？LIVE IN CONCERT》

2019
- 《吳浩康演唱會 澳門站 Deep Night Show One Night In Macau 2019》
- 《TONICK 2019 LIVE FOR MORE CONCERT》
- 《Jessica White Night 粉絲見面會 澳門站》
- 《吳業坤 小句號演唱會 2019》
- 《JOSIE & THE WNI BOYS THE CLASSIC PURPLEPSYCHO 2019》
- 《蘇珊 SHOW GOOD 2019 演唱會》
- 《盧巧音 感演唱會 CANDY LO SENSE CONCERT 2019》
- 《伍佰 WU BAI AND CHINA BLUE ROCK STAR 演唱會 澳門站》
- 《關心妍 時刻觸動演唱會 2019（廣州站）》
- 《閻奕格 格外精彩 澳門限定演唱會 Janice Yan One Night Only Live In Macau》
- 《田蕊妮演唱會 2019 KRISTAL TIN NEW START LIVE CONCERT》
- 《Kenny Yis Born 關智斌演唱會》
- 《SPVCE OUR GRAVITY CONCERT 2019》
- 《MORE 張彥博 MUSIC 2019》

《BACK月黑風高旺角夜-麥潔文MUSIC 2019》
- 《賈思樂 Me and My Girls In Concert 2019 Part 2》
- 《方大同 TIO 靈心之子巡迴演唱會 佛山站》

2020
- 《余香凝 Our First Date Live 2020》

2021
- 《譚嘉荃 一路上有你演唱會 2021》
- 《聽 黃凱芹 2021》
- 《陳美齡 美麗人生半世紀演唱會 2021》
- 《Uncle Ray 榮休盛典演唱會 2021》

2022
- 《關心妍約演唱會 2022》

## 爭議事件

### 硬闖拍攝事件
徐天佑的太太Olive Wong在Instagram上發帖，指控本地製作有限公司在未獲得批准的情況下在2024年10月22日硬闖其於中環九如坊開設的護膚品牌概念店I Never Use Foundation（INUF）拍攝，並形容該行為「同強姦其實冇分別」。事件的起因是電影公司曾聯絡INUF，表示希望借用店鋪拍攝賀歲片，但雙方未能就租金和責任達成共識。儘管INUF明確拒絕了拍攝請求，電影工作人員仍在拍攝當天進入店內，並開始拍攝，這引起了INUF員工的強烈反對。Olive Wong在帖文中強調，這種行為不僅無禮，還對商業運作造成了影響，並引發了社交媒體上的廣泛討論。隨後，電影公司發表聲明，表示他們在拍攝前已與INUF進行過溝通，並承諾會刪除涉及INUF的拍攝鏡頭，對造成的誤會表示歉意。